# Playa de Calzoa
La playa de Calzoa (también conocida como playa de las Barcas) es una de las playas que pertenecen a la ciudad de Vigo, está situada en la parroquia de Corujo. Tiene 175 metros de largo por 35 metros de ancho.

## Características
Se trata de una playa semiurbana ubicada en el margen izquierdo de la playa de Samil, de la que está separada por la desembocadura del río Lagares, la cual se supera sin dificultad. En el arenal se encuentra un pequeño tómbolo de arena que une la playa en las bajamares con un islote. A la izquierda del mismo se desarrolla una gran piscina natural bordeada de rocas.
Este arenal junto con la vecina playa de Foz, está catalogada como playa para perros durante la época estival por medio de un decreto municipal aprobado por el ayuntamiento de Vigo.

## Servicios
Comparte servicios con la cercana playa de Samil.

## Accesos
Al arenal se accede en vehículo rodado por la carretera de Samil a Canido (PO-324) que circula pegada a la playa.
Los autobuses urbanos de Vitrasa que prestan servicios a esta playa son las siguientes líneas: L10 y L11.

## Otros
Marismas del río Lagares.